# Euselasia calligramma
Euselasia calligramma is een vlindersoort uit de familie van de prachtvlinders (Riodinidae), onderfamilie Euselasiinae.
Euselasia calligramma werd in 1868 beschreven door H. Bates.